# Juan Pedro Domecq Lembeye
Juan Pedro Domecq Lembeye (Francia, 1796-Jerez de la Frontera, 1869) fue un aristócrata y empresario hispano francés, propietario de las Bodegas Pedro Domecq, actualmente Bodegas Fundador.
Juan Pedro era hijo de Jean de Domecq y Catalina Lembeye, procedentes de la comarca francesa del Bearn, lindante con Navarra y Aragón y que actualmente se encuadra en el departamento de los Pirineos Atlánticos. Abandonó Francia, junto con su familia, huyendo del proceso revolucionario francés iniciado en 1789.
Llegó a Jerez de la Frontera, como colaborador de su hermano mayor Pedro Domecq Lembeye, que había creado en 1822, la empresa bodeguera Pedro Domecq. En 1839, tras la muerte de su hermano asumió la dirección del negocio y terminó adquiriendo sus participaciones a las hijas de Pedro que residían en Francia y en 1864, figuraba ya como único propietario de la bodega. 
En 1848, incorporó a la empresa a su sobrino, también nacido en Francia, Pedro Domecq Loustau (Usquain, 1824), hijo del primogénito de su hermano, Pedro Pascual Domecq Lembeye. Durante su gestión de las bodegas, adquirió en 1855, el palacio del Marqués de Montana, conocido desde entonces como Casa Domecq. 
En el año 1867, constituyó una nueva sociedad con su sobrino cuyo capital, fue aportado por ambos en partes iguales. En 1866, adoptó, prohijó y nombró como heredero a su hijo Juan Pedro Aladro y Kastriota, fruto de la relación que había tenido con la gaditana Isabel Aladro de Pérez.
Nunca contrajo matrimonio y a su muerte, acaecida en 1869, le sucedieron en el negocio su hijo Juan Pedro Aladro, que se dedicaría a la carrera diplomática, y su sobrino Pedro Domecq Loustau, quien dirigiría las bodegas desde entonces.